# 4970 Druyan
4970 Druyan è un asteroide della fascia principale. Scoperto nel 1988, presenta un'orbita caratterizzata da un semiasse maggiore pari a 2,3953841 UA e da un'eccentricità di 0,1457107, inclinata di 7,23805° rispetto all'eclittica.
Il suo nome è dedicato alla produttrice televisiva, regista e divulgatrice scientifica statiunitense Ann Druyan.